# Christian Hennig
Christian Martin Hennig (* 14. Dezember 1966 in Hamburg) ist ein deutscher Statistiker und Hochschullehrer. Seit Oktober 2018 ist er Professor am Dipartimento di Scienze Statistiche „Paolo Fortunati“ an der Universität Bologna.

## Ausbildung und beruflicher Werdegang
Nach dem Abitur im Jahr 1986 studierte Hennig Mathematik an der Universität Hamburg; er schloss das Studium 1993 mit dem Diplom und 1997 mit der Promotion zum Dr. rer. nat. bei Karl Behnen und Dietmar Pfeifer ab. Im Jahr 2005 habilitierte er sich in Hamburg mit dem Thema Cluster Stability, Cluster Validation and the Principle of Asymmetry in Cluster Analysis. Von Oktober 1993 bis März 1997 war er Wissenschaftlicher Mitarbeiter und von 1997 bis 2005 Dozent am Institut für Mathematische Stochastik der Universität Hamburg. Unterbrochen wurde diese Tätigkeit von Oktober 2001 bis September  2003 durch einen Lehrauftrag als Hochschulassistent am Seminar für Statistik an der ETH Zürich bei Frank Hampel.
Vom April 2005 bis September 2010 war Hennig  Lecturer und bis Oktober 2018 Senior Lecturer am Department of Statistical Science, University College London (UCL). Ab Oktober 2018  war er zunächst Assistant Professor, dann ab 2019 Full Professor am Dipartimento di Scienze Statistiche „Paolo Fortunati“, Università di Bologna.

## Forschungsgebiete und Herausgeberschaft
Christian Hennig hat ein breit gefächertes Forschungsgebiet. Es erstreckt sich über die Clusteranalyse, die Grundlagen der Statistik, Robuste Statistik, Datenvisualisierung, Statistische Modellierung, Angewandte Statistik, Multivariate Statistik, Überwachte Klassifikation, Statistisches Lernen.
Hennig entwickelte eine allgemeine Theorie der robusten Clusteranalyse und verfasste Arbeiten zur statistischen Abgrenzung von biologischen Arten zusammen mit Bernhard Hausdorf. Er schuf einen konstruktivistischen Rahmen für den Prozess der mathematischen Modellierung und analysierte zusammen mit Andrew Gelman das Spannungsverhältnis zwischen der Forderung nach Objektivität in der Wissenschaft und dem Vorhandensein einer irreduziblen Vielfalt von Perspektiven und der Kontextabhängigkeit bei der statistischen Datenanalyse. Zusammen mit seinem ersten PhD-Studenten Pietro Coretto entwickelte er eine Variante der Clusteranalyse mit Mischungen von Normalverteilungen (Englisch: model-based clustering with Gaussian mixtures), basierend auf einer robusten Weiterentwicklung der „noise component“ von Banfield und Raftery, die es erlaubt, Beobachtungen in gradueller Weise als nicht zu irgendwelchen Clustern gehörig zu klassifizieren.

Hennig veröffentlichte des Weiteren Arbeiten zur Angewandten Statistik in den Bereichen sozioökonomische Schichtung, Klassifizierung von Fußballspielern, Gestaltung von Websites für Benutzer mit besonderen Bedürfnissen und weitere angewandte Arbeiten in den Bereichen Medizin, Ernährungswissenschaft, Archäologie, Biologie, Astronomie, Musikwissenschaft, Psychologie und Chemie sowie weiteren Gebieten.
Seine Tätigkeiten als Editor / Associate Editor bei den folgenden wissenschaftlichen Zeitschriften:
- Statistics and Computing (Associate Editor seit 2007)[29]
- Computational Statistics and Data Analysis (Associate Editor 2008–2019)
- Advances in Data Analysis and Classification (Associate Editor seit 2012)[30]
- Statistical Methods and Applications (Associate Editor 2014–2019)
- Canadian Journal of Statistics (Associate Editor seit 2021)[31]
- Archives of Data Science Series B (Editor 2018–2021)
- Statistica (Editor-in-Chief seit 2022)[32]

## Diverse wissenschaftliche Aktivitäten

### Positionen in wissenschaftlichen Vereinigungen
- Vorsitzender der Arbeitsgruppe „Datenanalyse und numerische Klassifikation“ der Gesellschaft für Klassifikation, 2011–2014
- Schatzmeister der British Classification Society (2009–2019)
- Wissenschaftlicher Sekretär der International Federation of Classification Societies (2014–2020)
- ISI (International Statistical Institute): Gewähltes Mitglied seit 2021

### Auszeichnungen
2015: Best applied paper der European Conference in Data Analysis, Colchester, als Koautor des Doktoranden Serhat Akhanli
2000: IFCS award for promising young researchers der International Federation of Classification Societies im Bereich Klassifikation

### Statistische Beratung
Statistische Beratung für mehr als 100 Kunden: hauptsächlich Wissenschaftler an der Universität Hamburg, der ETH Zürich, dem UCL und der Universität Bologna, aber auch Unternehmen wie TV Movie, Hamburg, ecommera, London, Trustmark, Zürich, Department of Public Health, Highbury and Islington Council, London und viele andere.

### Veröffentlichungen
Hennig hat – zum Teil mit Koautoren – etwa 130 Arbeiten in wissenschaftlichen Zeitschriften und Konferenzberichten veröffentlicht sowie – zusammen mit M. Meila, F. Murtagh, and R. Rocci – ein Handbuch der Clusteranalyse.

### R-Softwarepakete zur Statistik
Hennig ist Autor und Maintainer von Add-On Softwarepaketen zum Statistiksystem R. Die Packages fpc (flexible procedures for clustering) und prabclus (analysis of presence absence data and species delimitation) wurden laut CRAN (Comprehensive R Archive Network) je über 4 Millionen Mal heruntergeladen.

## Sonstiges

### Philosophie
Christian Hennig hat ein aktives Interesse an Philosophie und Philosophie der Wissenschaften (Wissenschaftstheorie). Er war Teilnehmer an mehreren Jahrestagungen der Bochumer Arbeitsgruppe für sozialen Konstruktivismus und Wirklichkeitsprüfung (BOAG), durch die er mit dem Konstruktivismus in Berührung gekommen ist, dem er bis heute anhängt. Dieses hat eine starken Einfluss auch auf seine wissenschaftliche Arbeit gehabt. Auf der Website der BOAG hat er einige Beiträge verfasst, unter anderem über Konstruktivismus und Themenzentrierte Interaktion (TZI). Hennig hat an mehreren Tagungen und Arbeitsgruppen zur Philosophie der Wissenschaften (Science and Technology Studies) teilgenommen, unter anderem an von Deborah Mayo, Hasok Chang und Roman Frigg geleiteten Gruppen am University College London und der London School of Economics.

### Didaktik
Die Themenzentrierte Interaktion TZI lernte Hennig am Interdisziplinären Zentrum für Hochschuldidaktik (das heutige Zentrum für Hochschul- und Weiterbildung) der Universität Hamburg in einem Kurs von Gerhard Heik Portele kennen, der – zusammen mit Hilarion Petzold – die Gestalttherapie in Deutschland bekanntgemacht hat. Dort erwarb er auch in einem zweijährigen Programm das Zertifikat „Qualifiziertes Lehren in Wissenschaft und Erwachsenenbildung“. Hennig engagiert sich für die Qualität der Hochschullehre, wobei ihm insbesondere die Prinzipien der TZI am Herzen liegen, darunter die Anerkennung der Bedeutung der Interaktion in der Gruppe und der persönlichen Bedürfnisse und unterschiedlichen Zugänge der Teilnehmer. Am UCL organisierte er mehrere „Good Teaching Meetings“ für das Kollegium.

### Vorfahren
Zu den Vorfahren von Christian Hennig gehören Henriette Voigt (Urururgroßmutter mütterlicherseits), Eugen Petersen (Ururgroßvater väterlicherseits), Paul Felisch (Ururgroßvater väterlicherseits) und Martin Hennig (Urgroßvater).